# مارس كلايمت أوربتر
كان مسبار «مارس كلايمت أوربتر» أو «مركبة المريخ المناخية المدارية» (المعروف سابقًا باسم مارس سورفيور 98 أوربتر) عبارة عن مسبار فضائي آلي تبلغ كتلته 638 كيلوجرامًا (1407 باوند) أطلقته وكالة ناسا في 11 ديسمبر 1998 لدراسة مناخ المريخ وغلافه الجوي والتغيرات السطحية ليعمل كقمر صناعي تتابعي مع مركبة «مارس بولار لاندر» أو «مركبة هبوط المريخ القطبية» في برنامج مارس سورفيور 98. مع ذلك، في 23 سبتمبر 1999، فُقد الاتصال بالمركبة الفضائية خلال مرحلة الدخول المداري، بسبب خطًا في برامج حاسوبي أرضي أنتج بيانات بوحدة باوند قوة ثانية الخاص بنظام الوحدات الأمريكية بدلًا من وحدة نيوتن ثانية الخاص بنظام الوحدات الدولي المحددة في العقد بين وكالة ناسا وشركة «لوكهيد مارتن». اقتربت المركبة الفضائية من المريخ في مسار جعلها قريبةً جدًا من الكوكب، وقد دُمرت في الغلاف الجوي أو أعادت الدخول إلى الفضاء الشمسي بعد مغادرة الغلاف الجوي للمريخ.

## خلفية عن المهمة

### نظرة تاريخية
بعد خسارة مركبة «مارس أوبزرفر» وبدء ارتفاع التكاليف المُرتبطة ببناء محطة الفضاء الدولية المستقبلية، بدأت ناسا في البحث عن مسابير أقل تكلفة وأصغر للمهام العلمية بين الكوكبية. في عام 1994، تم إنشاء لجنة تكنولوجيا المركبات الفضائية الصغيرة لوضع مبادئ توجيهية لبناء مركبات فضائية مُصغرة في المستقبل. حددت اللجنة أن الحد الجديد لكتلة المركبات الفضائية المُصغرة يجب أن يكون أقل من 1000 كيلوجرام (2200 باوند) مع أجهزة عالية التركيز. في عام 1995، بدأ برنامج مارس سورفيور الجديد كمجموعة من المهام المُصممة للقيام بأهداف محدودة بتكاليف منخفضة وعمليات إطلاق متكررة. كانت المهمة الأولى في البرنامج الجديد هي «الماسح الشامل للمريخ»، التي أُطلقت في عام 1996 لرسم خريطة للمريخ وتوفير البيانات الجيولوجية باستخدام الأدوات المُخصصة لمركبة مارس أوبزرفر. بعد مركبة الماسح الشامل للمريخ، حملت مارس كلايمت أوربتر أداتين، أحدهما مخصص في الأصل لمارس أوبزرفر، لدراسة مناخ وطقس كوكب المريخ.
تضمنت الأهداف العلمية الأساسية للمهمة ما يلي:
- تحديد توزيع المياه على المريخ.
- مراقبة الطقس اليومي والظروف الجوية.
- تسجيل التغييرات على سطح المريخ بسبب الرياح والتأثيرات الجوية الأخرى.
- تحديد ملامح درجة حرارة في الغلاف الجوي.
- مراقبة محتوى بخار الماء الغبار في الغلاف الجوي.
- البحث عن دليل على التغير المناخي في الماضي.

### تصميم المسبار

#### الأدوات العلمية
يستخدم مقياس الأشعة تحت الحمراء المعدّل حسب ضغط (بّي إم آي آر آر) قنوات قياس إشعاع ضيقة النطاق وخليتين لتعديل الضغط لقياس الانبعاثات الجوية والسطحية في نطاق الأشعة تحت الحمراء الحرارية بالإضافة لقناة للضوء المرئي لقياس جزيئات الغبار والمواد المتكثفة في الغلاف الجوي وعلى السطح عند خطوط طول وخلال فصول مختلفة. كان «دانيال مكليز»، من مختبر الدفع النفاث (جاي بّي إل) ومعهد كاليفورنيا للتقنية (كالتك)، المحقق الرئيسي للمهمة. حُققت أهداف مماثلة في وقت لاحق مع أداة «مارس كلايمت ساوندر» أو «أداة فصح مناخ المريخ» على متن مسبار «مارس ريكونيسانس أوربيتر». تتضمن مهام هذه الأداة ما يلي:
- رسم خريطة للبنية الحرارية ثلاثية الأبعاد والمتغيرة بمرور الوقت من السطح حتى ارتفاع 80 كيلومتر.
- رسم خريطة لكمية الغبار الجوي وتنوعه العالمي والرأسي والزمني.
- رسم خريطة للتغيير الفصلي والمكاني للتوزيع الرأسي لبخار الماء في الغلاف الجوي على ارتفاع 35 كيلومتر على الأقل.
- التمييز بين المواد المتكثفة في الغلاف الجوي ورسم خريطة للاختلافات المكانية والزمانية.
- رسم خريطة للتغيرات الفصلية والمكانية للضغط الجوي.
- مراقبة توازن الإشعاع القطبي.

جهاز «مارس كالار إميجر» أو «تصوير المريخ بالألوان» (إم أيه آر سي آي) هو نظام تصوير مزود بكاميرتين (زاوية متوسطة/زاوية عريضة) مصمم لالتقاط صور لسطح المريخ والغلاف الجوي. في ظل الظروف المناسبة، يمكن التقاط صور بدقة تصل إلى 1 كيلومتر (3300 قدم). كان الباحث الرئيسي في هذا المشروع هو «مايكل مالين» من شركة أنظمة مالين لعلوم الفضاء، وأُعيد دمج المشروع مع مشروع مارس ريكونيسانس أوربيتر. تتضمن مهام هذه الأداة ما يلي:
- مراقبة عمليات الغلاف الجوي المريخي على المستوى العالمي وبشكل عام.
- دراسة تفاصيل تفاعل الغلاف الجوي مع السطح بمقاييس مكانية وزمانية متنوعة.
- فحص ميزات الملامح السطحية لتطور مناخ المريخ بمرور الوقت.

## وصلات خارجية
- Mars Surveyor '98 launch press kit نسخة محفوظة 30 أبريل 2020 على موقع واي باك مشين.
- Mars Climate Orbiter arrival at Mars press kit